# Timagoras (Töpfer)
Timagoras (Τιμαγόρα[ς]) war ein um 540 v. Chr. tätiger attischer Töpfer. Von ihm haben sich zwei signierte Hydrien erhalten, die sich heute im Pariser Louvre (F 38 und F 39) befinden. Die schwarzfigurige Bemalung beider Gefäße wird dem sogenannten Taleides-Maler zugeschrieben, der ansonsten für den Töpfer Taleides arbeitete, mit dem Timagoras anscheinend in der gleichen Werkstatt arbeitete.